# Labena delta
Labena delta là một loài tò vò trong họ Ichneumonidae.